# 除籍簿
除籍簿（じょせきぼ）とは、戸籍内の全員が、死亡や失踪宣告、婚姻、離婚、養子縁組、分籍、転籍などによっていなくなったものについて、戸籍簿から除いて別に綴ったものである。

## 概要
除籍簿に綴られた戸籍（戸籍法では「除かれた戸籍」という。）の謄本、抄本はそれぞれ除籍謄本、除籍抄本と通称される。

過去には除籍簿を自由に閲覧（謄本、抄本の入手）が可能であったが、1969年（昭和44年）、婚約者の身元調査の依頼を受けた興信所が除籍簿を利用して、未解放部落出身者であることを暴露していた事案が発生。当時、既に戸籍等の閲覧には制限が掛けられてはいたが、政府内で戸籍の閲覧の是非が議論されるようになり、1976年（昭和51年）の戸籍法が改正。以後、自由に閲覧できなくなっている（戸籍簿も同様）。
除かれた戸籍に記載された人が必ずしも死亡しているわけではないが、除籍謄抄本が必要になるのは相続関係の確定など死亡者に関係する場合が多い。そのため除籍謄抄本の交付を請求できるのは、その戸籍に記載されている者やその配偶者、直系尊属、直系卑属のほかは、相続関係を証明する必要がある等の場合や、公務員や弁護士、司法書士、行政書士などが職務上必要な場合に限られる。それに対し戸籍謄抄本については、前記以外でも正当な理由があれば誰でも交付を請求できる（2006年11月現在）。
滅失することがある。